# Jan Schaffrath
Jan Schaffrath (ur. 17 września 1971 w Berlinie) – niemiecki kolarz szosowy, brązowy medalista szosowych mistrzostw świata.

## Kariera
Największy sukces w karierze Jan Schaffrath osiągnął w 1994 roku, kiedy wspólnie z Uwe Peschelem, Michaelem Richem i Ralfem Grabschem zdobył brązowy medal w drużynowej jeździe na czas na mistrzostwach świata w Agrigento. Był to jednak jedyny medal wywalczony przez niego na międzynarodowej imprezie tej rangi. Ponadto w 1993 roku wygrał Rund um Berlin, Oder Rundfahrt rok później oraz Rund um die Nürnberger Altstadt w 1996 roku. Czterokrotnie startował w Vuelta a España, najlepszy wynik osiągając w 2002 roku, kiedy zajął 89. miejsce w klasyfikacji generalnej. W 1999 roku zajął 136. miejsce w Tour de France, a w 2005 roku zajął 56. pozycję w Giro d'Italia. Nigdy nie wystąpił na igrzyskach olimpijskich. W 2005 roku zakończył karierę.